# Birštonas

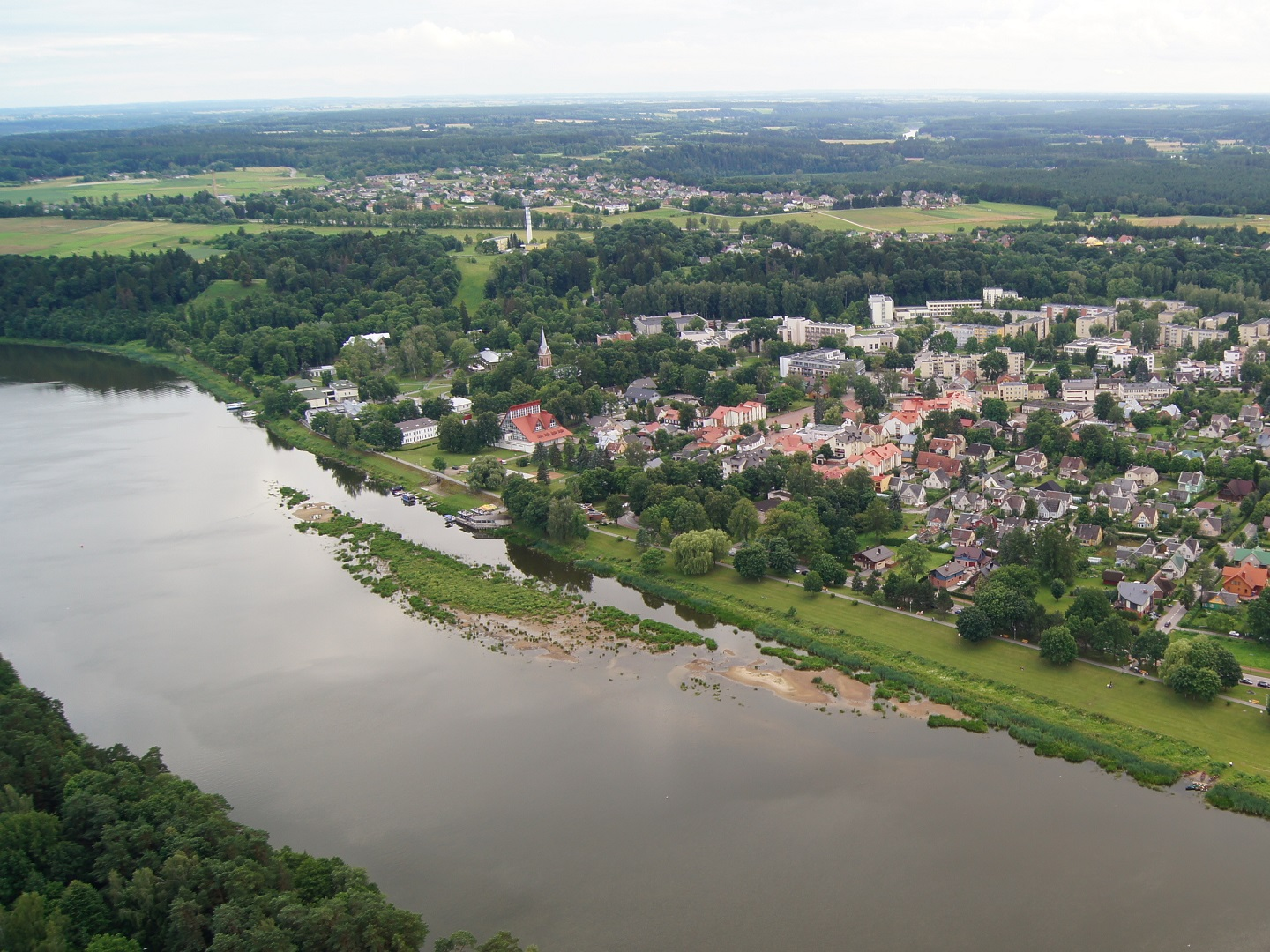
Luftbild des Stadtzentrums

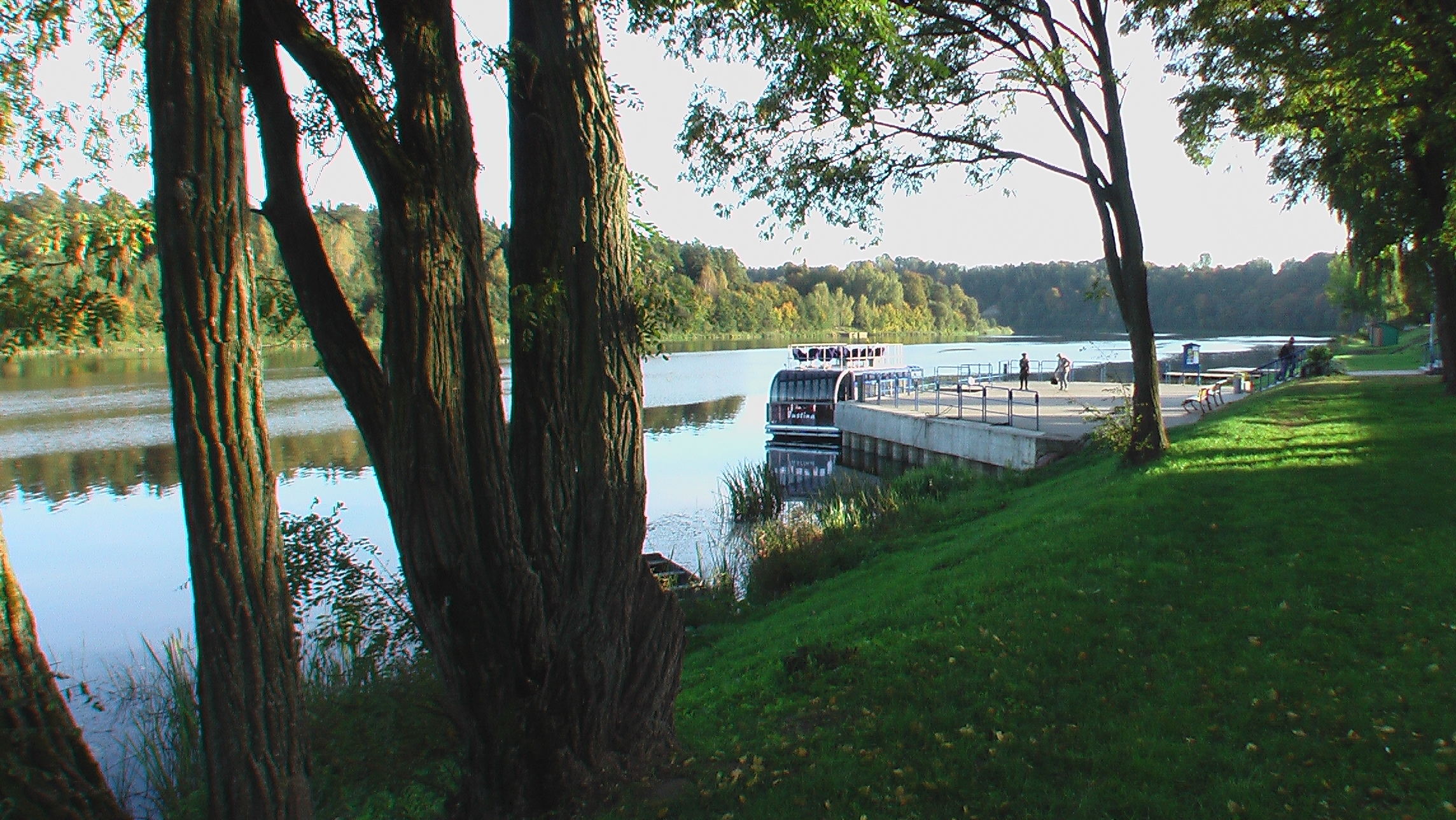
Die Memel (Nemunas) in Birštonas

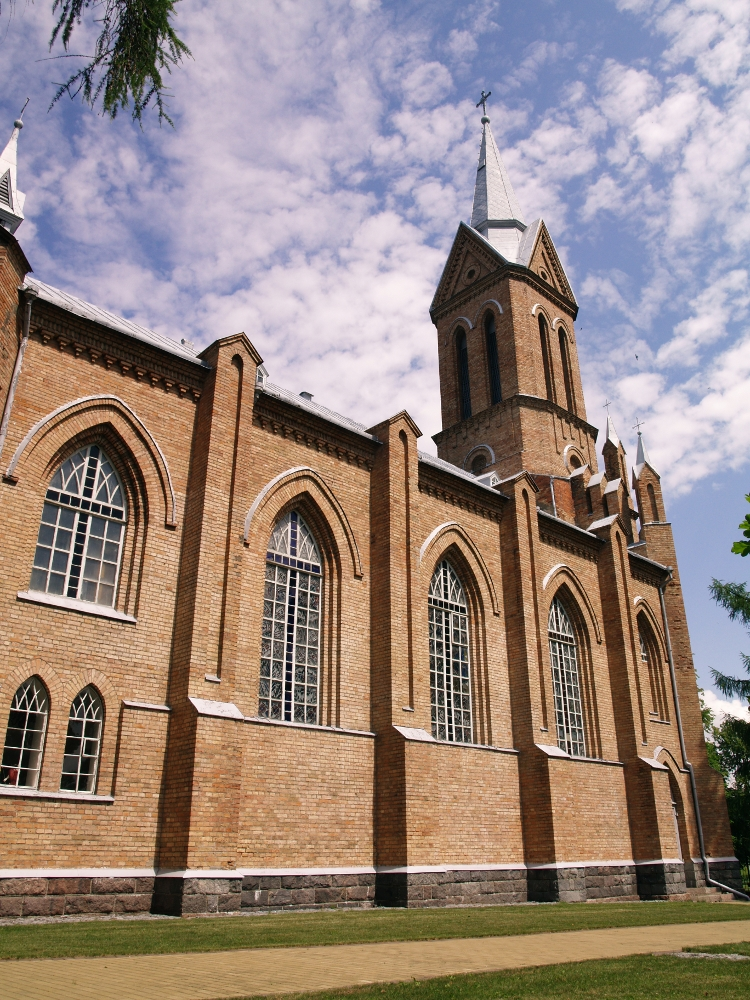
Kirche in Birštonas

Birštonas (deutsch, 18. Jahrhundert: Birschtannen) ist ein Kurort im südlichen Teil Litauens. Die Stadt ist Sitz der Gemeinde Birštonas im Bezirk Kaunas. Der Name der Stadt wird auf biržtva („Birkenhain“) zurückgeführt.

## Geographie
Die Stadt Birštonas liegt 39 km südlich von Kaunas und 7 km südöstlich von Prienai, am rechten Ufer des Flusses Memel (Nemunas). Birštonas liegt im Memelschleifenregionalpark. In den drei künstlich angelegten Seen in der Stadt kann man baden. Im Stadtgebiet von 13 km² wohnen 3136 Menschen.

## Geschichte
Die salzigen Quellen werden bereits 1382 in der Marburger Wiegandchronik des Deutschen Ordens erwähnt.
Auf der Birštonas-Burg erholten sich die litauischen Großfürsten im Mittelalter nach der Jagd. Der 30 Meter hohe Birštonas-Hügel (Vytautas-Berghügel) ist einer der berühmtesten Hügel in Litauen, da Ende des 16. Jahrhunderts sich dort die Holzburg und das sich anschließende Landgut des Großfürsten Vytautas befand.
Der Kurort Birštonas wurde durch sein Mineralwasser bekannt. Nachdem die Quellen nur gelegentlich von adeligen Jagdgesellschaften besucht worden waren, begann 1846 ein regelrechter Kurbetrieb. Nach schweren Schäden im Ersten Weltkrieg richtete das Litauische Rote Kreuz hier das Sanatorium Nr. 1 ein.
Seit 1980 findet hier das internationale Festival Birštonas jazz alle zwei Jahre im März im Kulturzentrum statt.
Auch der Wintersport wird in Birštonas gefördert, es sind zwei Skipisten (160 und 300 Meter) mit Skilift vorhanden, die abends beleuchtet sind.

## Kurbetrieb
1846 wurde offiziell die Heilung mittels des Mineralwassers von Birštonas anerkannt. In Birstonas gibt es seit 1924 auch das älteste Mineralwasser-Abfüllunternehmen (Marken Vytautas und Birutė) in Litauen.

### Sanatorien
Es gibt einige Kurkliniken und Sanatorien (mit Quellen). Neben Urlaubsmöglichkeiten gibt es Kuren inkl. Unterkunft, Vollpension, vielen Kuranwendungen (Massagen, Moorbäder, Bade- und Trinkkuren etc.) und fachliche ärztliche Untersuchungen nicht unbedingt nur für Rehabilitationszwecke.

### Leistungen
Zahlreiche Sanatorien bieten verschiedene Mineralwasser- und Schlammprozeduren mit Mineralbäder, Heilinhalationen, Bewegungstherapien und anderen Anwendungen an.
In den Kurkliniken von Birštonas werden diese Störungen behandelt:
1. Magen und Darmerkrankungen
2. Traumatologische- und orthopädische Krankheiten
3. Krankheiten des peripheren Nervensystems
4. Krankheiten des Bewegungs- und Stützapparates u. a.

Zudem gibt es am südlichen Stadtrand das „Birštoner Gehöft“ (Birštono vienkiemis), ein großes Seniorenzentrum.

## Personen
- Rimantas Kočiūnas (* 1953), litauischer Psychologe, Professor, Psychotherapeut,  Begründer der existentiellen Psychologie im postsowjetischen Raum
- Nikodim Siliwanowitsch (1834–1919), belarussischer Maler

## Städtepartnerschaften
| - Keila, Estland - Żnin, Polen - Sigulda, Lettland - Neringa, Litauen | - Leck, Deutschland - Bykle, Norwegen - La Croix-en-Touraine, Frankreich - Sysmä, Finnland |

## Galerie

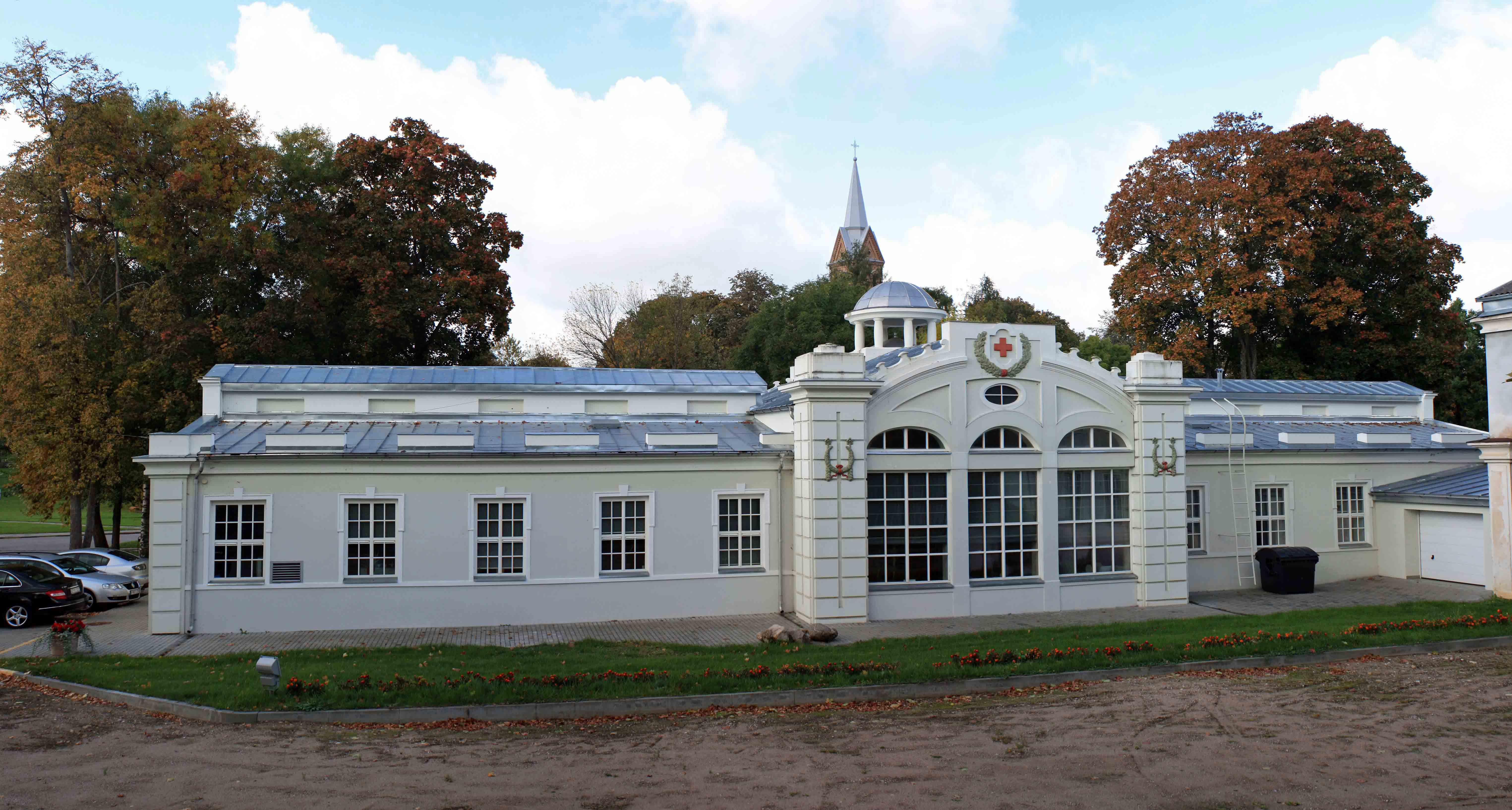
Schlamm-SPA, 1927
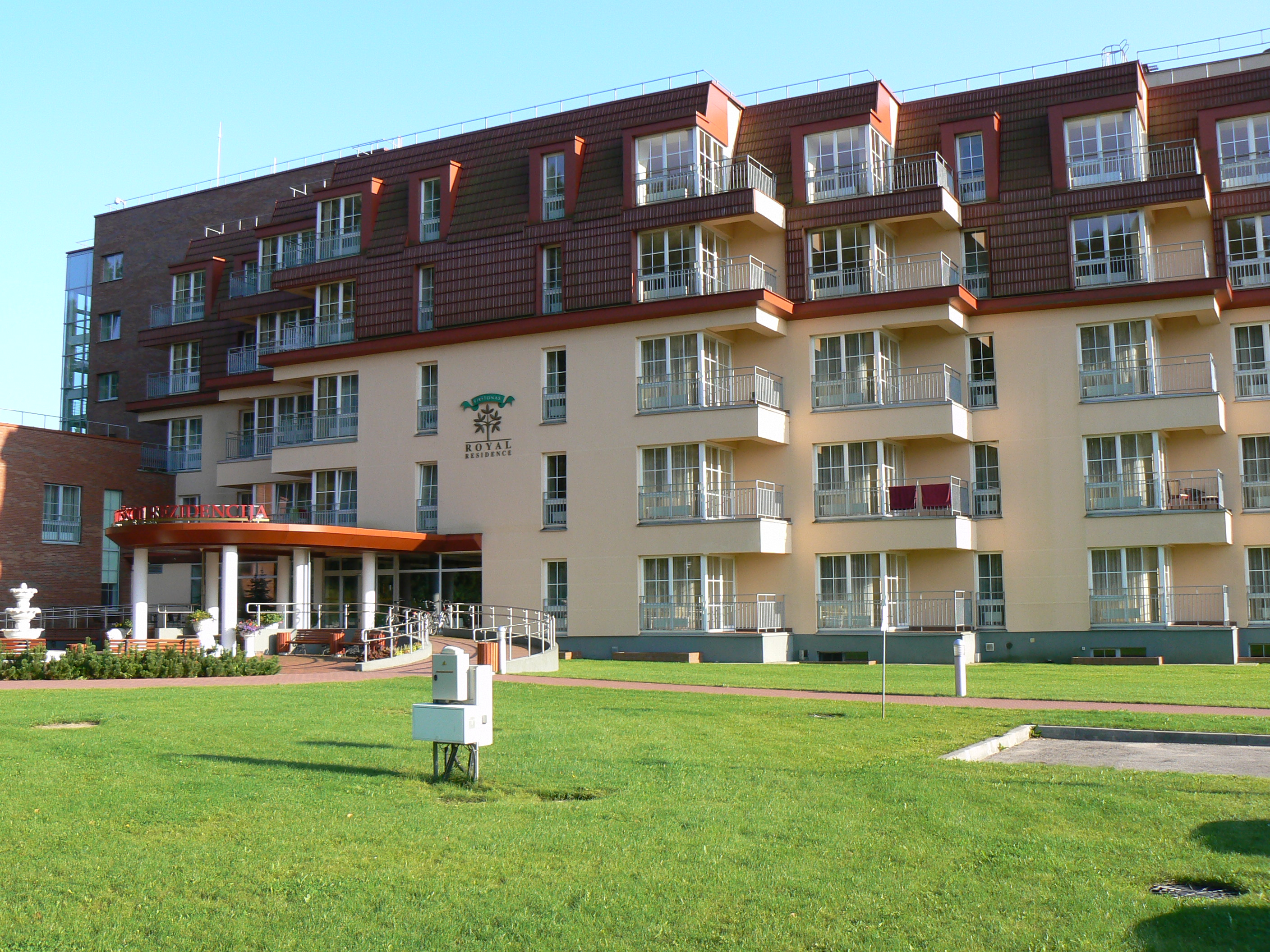
SPA-Hotel „Karališkoji Rezidencija“
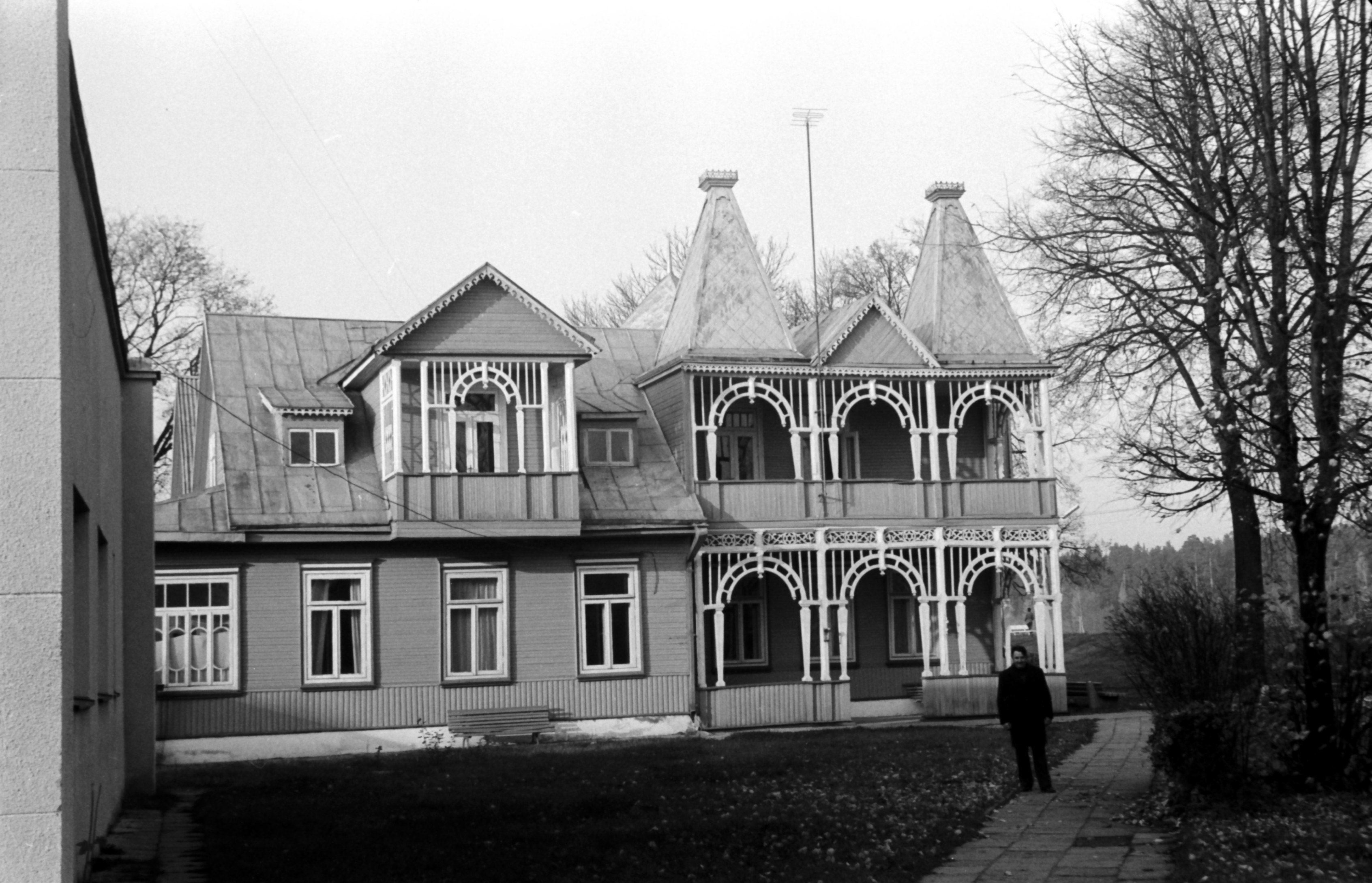
Sanatorium, 1977
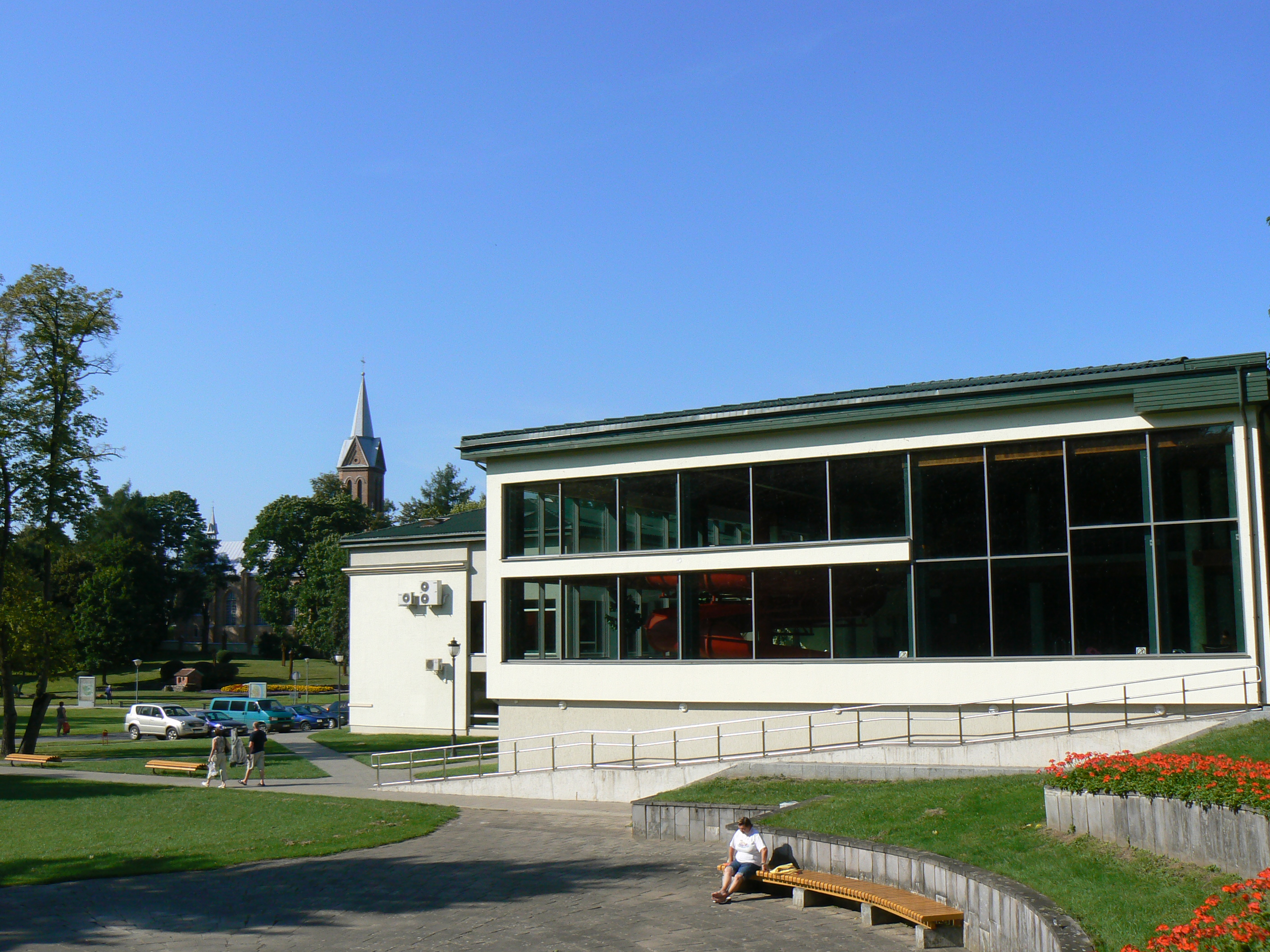
„Tulpė“-Sanatorium
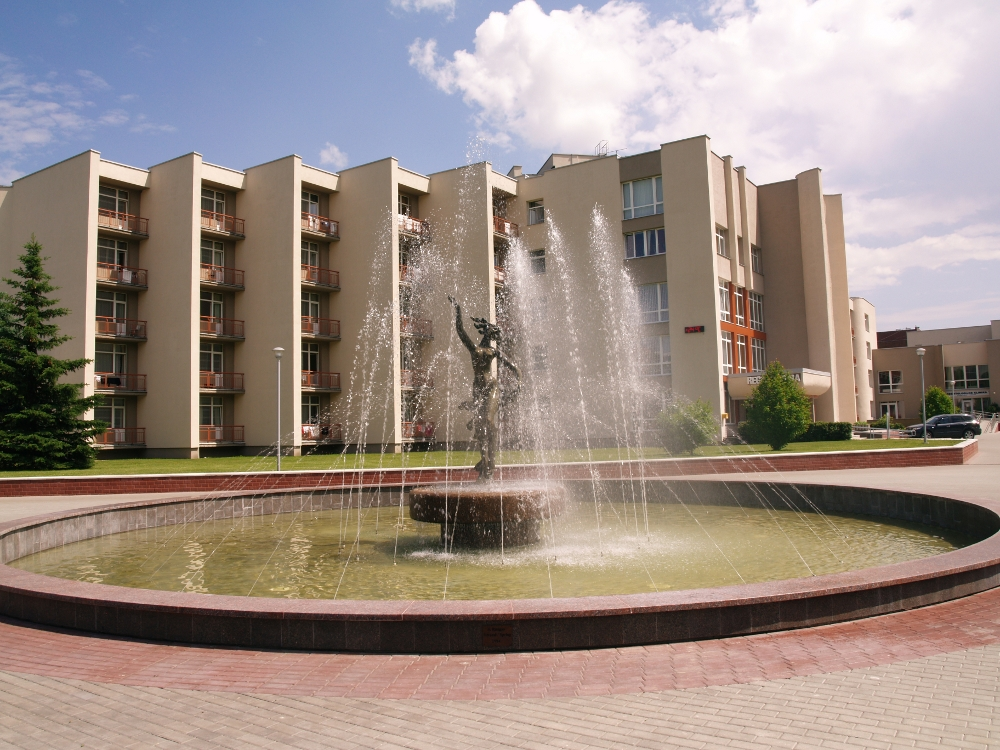
AB Birštono sanatorija „Versmė“
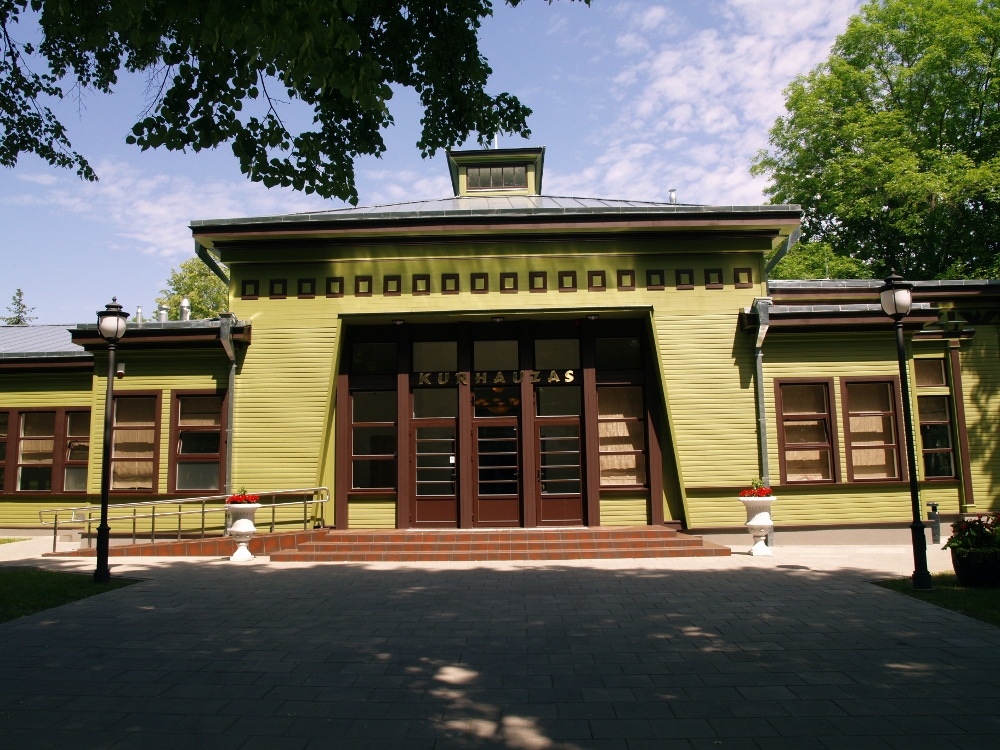
Kurhaus (Birštono kurhauzas)
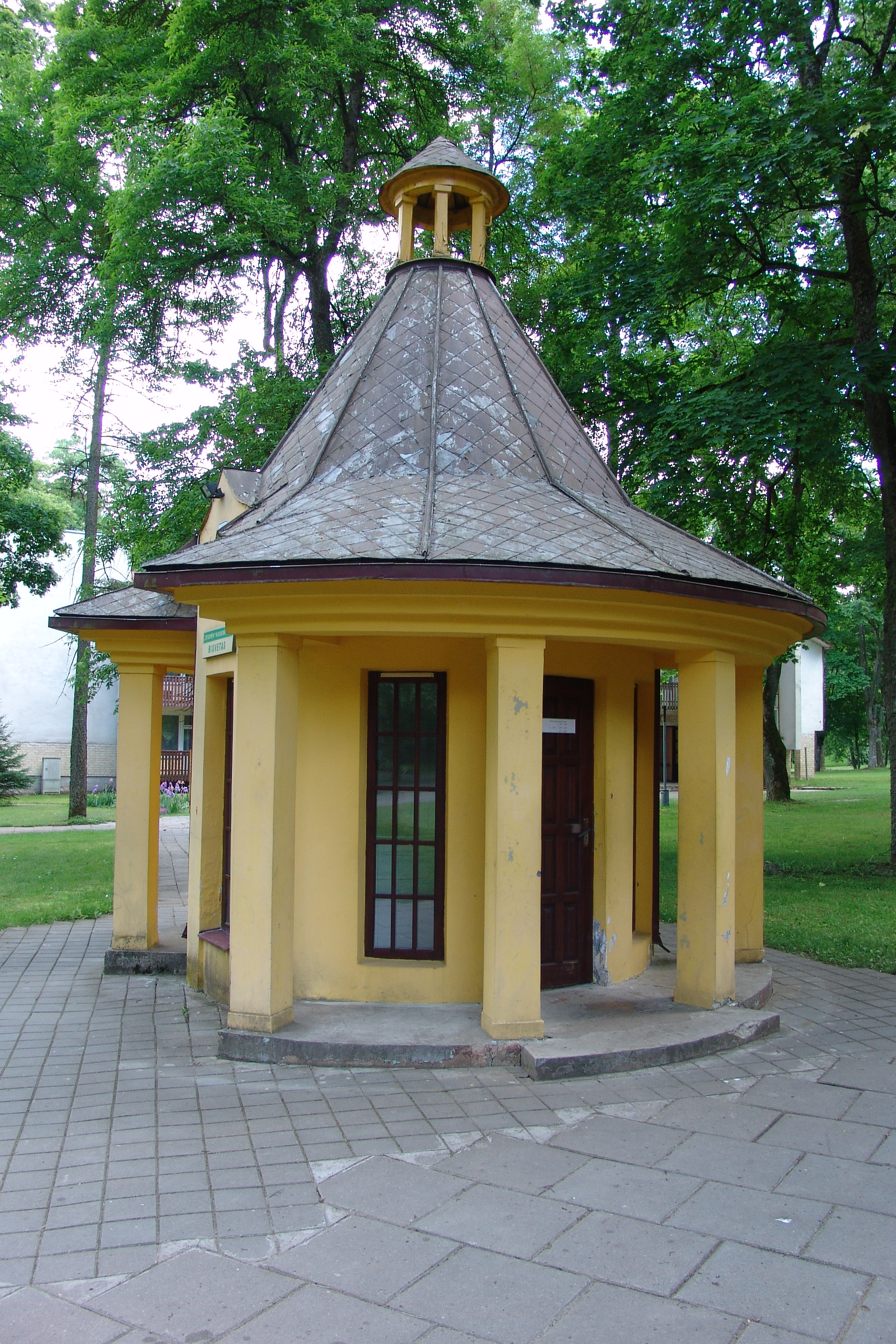
Heilquelle in Birštonas